# Římskokatolická farnost Praha-Žižkov
Římskokatolická farnost u kostela sv. Prokopa Praha-Žižkov je územní společenství římských katolíků v rámci IV. pražského vikariátu v arcidiecézi pražské.

## Historie
Roku 1729 byla založena farní expositura farnosti u kostela sv. Jindřicha a Kunhuty na Novém Městě pražském u nově postaveného kostela Povýšení sv. Kříže (dnes uzavřeného) na morovém hřbitově novoměstské obce na území Olšan. V roce 1787 vznikla farnost Olšany, před polovinou 19. století byl farnosti určen za farní kostel sv. Rocha na někdejším staroměstském morovém hřbitově, který byl původně filiálkou prosecké farnosti. Vzhledem k industrializaci a rozšiřování Prahy a vzniku dělnických předměstí vznikla nutnost postavit na Žižkově kostel. Do té doby Žižkovští docházeli do kostela sv. Jindřicha na Novém Městě. Ke konci XIX. století vznikla ve škole v dnešní Štítného ulici rozměrná kaple, kde se také konaly každou neděli Mše svaté.
Roku 1898 začal být budován farní kostel sv. Prokopa na Sladkovského náměstí. Základní kámen byl položen 30. října 1898, kostel byl vysvěcen 27. září 1903 arcibiskupem pražským, knížetem Lvem kardinálem Skrbenským. Roku 1909 byla u kostela zřízena farnost. Roku 2005 byly k farnosti přifařeny dřívější farnosti u kostelů sv. Anny a sv. Rocha.

## Kostely farnosti
| Fotografie | Kostel             | Místo        | Souřadnice                      | Bohoslužba                                 | Bohoslužba                       | Poznámka        |
| ---------- | ------------------ | ------------ | ------------------------------- | ------------------------------------------ | -------------------------------- | --------------- |
|            | Kostel sv. Prokopa | Praha-Žižkov | 50°5′3″ s. š., 14°27′2″ v. d.   | neděle pondělí středa čtvrtek pátek sobota | 9,30 18,00 (latinsky) 18,00 8,00 | farní kostel    |
|            | Kostel sv. Rocha   | Praha-Žižkov | 50°4′56″ s. š., 14°27′37″ v. d. | neděle středa                              | 11,00 a 17,00 6,00               | filiální kostel |
|            | Kostel sv. Anny    | Praha-Žižkov | 50°5′14″ s. š., 14°27′41″ v. d. | neděle úterý                               | 8,00 18,00 (před mší je adorace) | filiální kostel |

## Osoby ve farnosti
- dp. ThLic. Vít Uher, Th.D. - farář
- dp. Antonín Ježek - výpomocný duchovní

## Zajímavost
- Z vybavení kostela sv. Prokopa je nejznámější obraz Karla Škréty, umístěný vlevo v přední části. Zobrazuje svatého Václava, chránícího Prahu před Švédy v roce 1649. Původně byl obraz umístěn v Emauzském klášteře.[2]